# エリオット・リチャードソン
エリオット・リー・リチャードソン（英語: Elliot Lee Richardson, 1920年7月20日 - 1999年12月31日）は、リチャード・ニクソン大統領の閣僚だったアメリカ合衆国の弁護士及び政治家で、ウォーターゲート事件の解明に活躍した。ニクソン政権下で1970年6月24日から1973年1月19日まで第9代アメリカ合衆国保健教育福祉長官、1973年1月30日から5月24日まで第11代アメリカ合衆国国防長官、1973年5月24日から10月20まで第69代アメリカ合衆国司法長官を務め、その後フォード政権で第24代アメリカ合衆国商務長官を務めた。アメリカ史上4つの閣僚ポストを歴任した唯一の人物であった。

## 生涯
1920年7月20日にマサチューセッツ州ボストンで生まれた。ハーバード大学在学中に「ハーバード・ランプーン」編集員を務める。卒業後1941年から1945年まで第二次世界大戦をアメリカ合衆国陸軍で勤務し、1947年にハーバード法律大学院から法学位（JD）を得て連邦最高裁判所のラーニド・ハンドとフェリックス・フランクフルター両判事の法律書記を務めた。その後ボストンの連邦地方検事・マサチューセッツ州司法長官・マサチューセッツ州副知事・国務次官・前述の4つの閣僚ポスト（アメリカ史上彼だけである）・駐英大使・海洋法会議アメリカ代表を歴任。
1973年10月にニクソンはウォーターゲート事件特別検察官アーチボルド・コックスを解任するようにリチャードソン司法長官に命じたが、リチャードソンはこの命令を拒絶し辞職した。その後ウィリアム・D・ラッケルズハウス司法副長官が命令を行なうように依頼されたが、彼も同様に拒絶し辞職した。結局命令は訟務長官のロバート・ボークが実行した。この一件は土曜日の夜の虐殺と呼ばれる。
丁度副大統領スピロ・アグニューが辞職に迫られた最中でもあり、1973年10月8日付けのタイム誌の表紙では、アグニューやニクソンと並んでリチャードソンが登場した。1978年にはメアリー・ウッダード・ラスカー公益事業賞を受賞した。